# Auto Esporte Clube (PI)
El Auto Esporte Clube es un equipo de fútbol de Brasil que actualmente se encuentra inactivo.

## Historia
Fue fundado el 1 de mayo de 1951 en el municipio de Teresina, capital del estado de Piauí por un grupo de motorizados anónimos, los cuales fueron los seis primeros jugadores inscritos en el club.
En 1963 se convirtieron en el primer equipo del estado de Piauí en contratar a un jugador profesional ante la Federación Piauiense de Deportes, y en sus primeros años de existencia se distinguió más por las goleadas recibidas que por buenos resultados.
En 1983 logran ganar su primer título estatal al vencer en la final al Piauí Esporte Clube 2-1 dirigidos por Cesarino Oliveira Sousa, y por ese logro logran la clasificación al Campeonato Brasileño de Serie A por primera vez en su historia. En su primera aparición en la primera división nacional terminaron en cuarto lugar de su zona solo por delante del Moto Club de Sao Luis del estado de Maranhao, lo justo para jugar una ronda de repechaje por el pase a la siguiente ronda, la cual perdieron 0-2 ante el Joinville Esporte Clube del estado de Santa Catarina, terminando en el lugar 32 entre 41 equipos.
En 1991 clasifican por primera vez al Campeonato Brasileño de Serie B luego de ganar el torneo inicio de 1990, donde fueron eliminados en la primera ronda al terminar en quinto lugar de su zona donde ganaron siete partidos y perdieron los otros siete, terminando en el lugar 26 entre 64 participantes.
El club participó por última vez en el Campeonato Piauiense en 1995 cuando terminó en noveno lugar entre 10 equipos, y desde entonces se encuentra inactivo.

## Palmarés
- Campeonato Piauiense: 1

1983
- Campeonato Piauiense de Segunda División: 2

1966, 1978
- Torneo Inicio de Piauí: 1

1954, 1963, 1990

## Jugadores

### Jugadores destacados
- Simão Teles Bacelar